# Опалённый цветок (памятник)
«Опалённый цветок» — памятник детям — узникам фашистских концентрационных лагерей. Автор проекта — Александр Семёнович Парфёнов
Монумент находится в Парке пионеров города Смоленска, вблизи пересечения улицы Барклая-де-Толли и площади Победы, рядом с Крепостной стеной. Представляет собой несколько хрупких детских тел, слившихся вместе в шар. Под шаром находятся надписи с названиями концлагерей. Памятник установлен в 2005 году (год 60-летия Победы в Великой Отечественной войне) по инициативе Смоленской региональной организации «Бывшие малолетние узники фашистских концлагерей».